# FSV Gütersloh 2009
Maillots
Actualités
Le FSV Gütersloh 2009 est un club allemand féminin de football situé à Gütersloh. Fondé en 1984 comme section du FC Gütersloh 2000, il devient un club indépendant en 2009.
Le club évolue en seconde division allemande.

## Historique
En 1984 le club FC Gütersloh fonde une section féminine, en 2001 la première équipe devient championne de Westphalie et monte en Regionalliga Ouest qui correspond à cette époque à la deuxième division. En 2003 l'équipe termine à la première place mais échoue lors des barrages pour la montée en Bundesliga. Lors de la saison 2003-2004 Gütersloh termine à la troisième place et se qualifie pour la montée en 2.Bundesliga, la deuxième division nouvellement créée avec deux poules, Gütersloh évoluera dans la poule Nord.
Lors de la saison 2005-2006 Gütersloh est vice-champion derrière le VfL Wolfsbourg, et les années suivantes le club joue toujours en haut de tableau, ratant même de peu la montée en Bundesliga en 2008.
La saison suivante pour ne plus dépendre du FC Gütersloh, la section féminine se sépare du club principal pour devenir un nouveau club, le FSV Gütersloh 2009. La séparation se faisant avec l'accord du club principal, le FSV Gütersloh 2009 était autorisé à continuer d'évoluer en deuxième division.
A la fin de la Saison 2011-2012, Gütersloh réussit la montée en Bundesliga, lors du dernier match de la saison à domicile (15-0 contre le dernier du championnat), 1502 spectateurs fêtent la montée, et établissent le record d'affluence de l'époque pour un match de deuxième division.
L'aventure en Bundesliga ne durera qu'un an, Gütersloh sera relégué en fin de saison 2012-2013. En 2018, le club réussit à se qualifier pour la nouvelle deuxième division à poule unique en terminant à la sixième place juste devant la place de barragiste.

## Palmarès
- Montée en Bundesliga : 2012
- Champion de Regionalliga Ouest : 2003
- Coupe de Westphalie : 2002, 2003

## Stade
Le FSV Gütersloh 2009 joue ses matchs à domicile au Tönnies-Arena à Rheda, situé sur le terrain de l'usine Tönnies qui est également sponsor du club. Bernd Tönnies était président du club de Schalke 04, son frère Clemens en est l'actuel.
Le stade possède un gazon synthétique, de ce fait le club a une autorisation spéciale pour les matchs de Bundesliga de la part de la Fédération allemande de football à condition que les adversaires donnent leur accord pour jouer sur ce terrain. Au cas contraire le club joue sur une pelouse naturelle au Energieversum Stadion.

## Anciennes joueuses
Le FSV Gütersloh 2009 comptait dans ses rangs des joueuses internationales comme :
- Lena Goeßling
- Kerstin Stegemann
- Anne van Bonn
- Lara Keller
- Mirte Roelvink